# もう一つのロシア

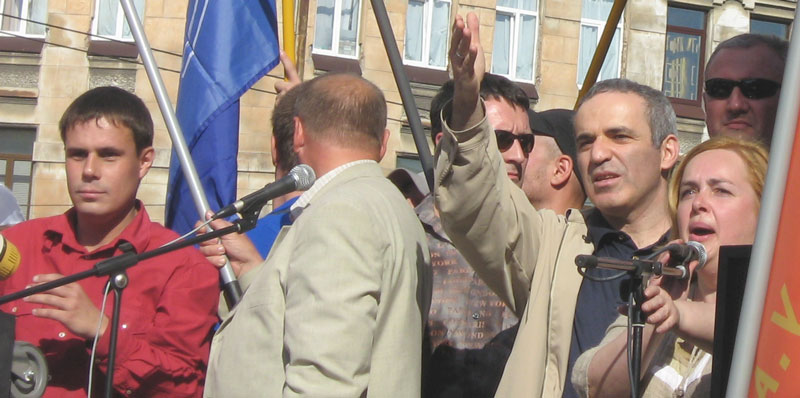
反プーチン行進に参加した「もう一つのロシア」の指導者たち。左からアンドレイ・ドミトリーエフ、セルゲイ・グラーエフ、ガルリ・カスパロフ、オルガ・クルノソワ

もう一つのロシア（もうひとつのロシア、ロシア語：Другая Россия、Drugaya Rossiya、英語：The Other RussiaまたはAnother Russia）は、ロシアのウラジーミル・プーチン政権に対する野党など反対勢力の連合。
2006年から活動を開始し、合法的な活動の範囲内でロシアの政治体制を変革することを目標に掲げている。

## 概要
この運動体は、非常に多種多様な政治および人権運動からなり、国家主義者から共産主義者（ロシア連邦共産党は参加していない）まで広い政治勢力が含まれる。こうした団体から代表者が出ている一方で、市民レベルでの個人的な参加も見られる。元チェス世界チャンピオンで統一市民戦線のガルリ・カスパロフ、人民民主連合代表のミハイル・カシヤノフ元首相、ロシア共和党のウラジーミル・ルイシコフ党首らのような自由主義者、国家ボリシェヴィキ党のエドワルド・リモノフ党首のような極右・民族派、赤色青年前衛のような極左・急進的共産主義者に至る野党指導者が参加している。
2006年7月11日、7月12日の両日にサンクトペテルブルク・サミットに先立ち、モスクワで立憲制に関する国際会議を開催した。この会議には、アンソニー・ブレントン駐露イギリス大使、バリー・ローエンクロン米国務次官補（民主主義・人権・労働問題担当）、ダニエル・フリード国務次官補（欧州・ユーラシア問題担当）ら欧米の外交官らも参加した。日本からも藤田幸久前衆議院議員と、駐在ロシア大使館の秋元義孝、倉井高志両公使が参加している。その一方で、ロシア国内の主要自由主義政党であるヤブロコおよび右派勢力同盟は、極右政党や過激派の参加を嫌い参加していない。
2006年夏、「もう一つのロシア」は、「国民合意プログラム」を準備した。このプログラムは、ロシア国家の将来的発展を提起し、そのために志を共有する人々に広く知らしめるものであった。さらにいくつかの課題となった項目については、個別に作業部会を設置し対応することとなった。9月25日、モスクワで作業部会が開かれ、「もう一つのロシア」の政治部門から人員を出して議論を進めることが決定した。また、同時に「もう一つのロシア」は全国組織、全国フォーラムであると規定され、国民に向けて発表された。10月31日開催された最終会合で、「もう一つのロシア」の組織について常設された合議型の政治組織とすることで合意し、11月22日国民に向けて、最終報告書が発表された。
2006年12月16日、初めて「反対行進」と銘打った統一政治集会がモスクワで開催された。「反対行進」の名称は2005年にカスパロフによって最初に使われた。翌2007年3月3日、サンクトペテルブルクで「反対行進」が開催された。この反プーチン政権を標榜した集会は、ロシアで近年行われた政権反対派の政治集会としては最大の規模であった。さらにモスクワでも2007年4月14日に反対行進が開催された。この行進は、本来は合法的なデモとなるはずであったが、当局への「集会」申請が却下されたにもかかわらずデモを強行したため、無結果的に無許可デモとなってしまった。そのため、招待しておいた欧米各国のメディアの前で、治安当局にカスパロフやカシヤノフを含む数人が逮捕されることとなった。
その後数時間後に全員が釈放され、さらに4月15日にもサンクトペテルブルクで集会が開催された。
2013年6月19日、ロシアの日本大使館に「北海道はロシアの領土である」と書かれた黒い横断幕を掲げたメンバーらが押しかけて抗議活動を行い、警察官に制止された際、発煙筒を大使館敷地内に投げ込むなどする事件が発生、4人のメンバーが逮捕された。

## 主な参加者
- リュドミラ・アレクセーエワ（モスクワ・ヘルシンキ・グループ代表）
- ミハイル・デリャーギン（グローバリゼーション問題研究所）
- ユーリ・ジブラーゼ（民主主義人権開発センター）
- ヴィクトル・ゲラシチェンコ（ロージナ所属、ソ連中央銀行（ゴスバンク）およびロシア中央銀行元総裁）
- アンドレイ・イラリオノフ（元プーチン大統領経済顧問）
- ミハイル・カシヤノフ（元首相、国民民主連合）
- エドワルド・リモノフ（国家ボリシェヴィキ党）
- エレーナ・ルキヤノワ（モスクワ大学法学部教授）
- ウラジーミル・ルイシコフ（ロシア共和党）
- ゲオルギー・サタロフ（民主主義情報科学研究所）
- イリーナ・ハカマダ（元ロシア下院副議長）

## 参考
1. ↑  Thousands Take to City Streets for Protest by Galina Stolyarova, St. Petersburg Times, March 6 2007.
2. ↑   Anti-Kremlin protesters beaten by police Associated Press, March 3, 2007. Retrieved: 2007-03-24.
3. ↑  The Other Russia Conference Opens In Moscow, Interfax, July 11, 2006
4. ↑  「北海道もロシア領」　モスクワ日本大使館で活動家拘束 朝日新聞 2013-6-19